# Ivan Kelava
Ivan Kelava (ur. 20 lutego 1988 w Zagrzebiu) – chorwacki piłkarz występujący na pozycji bramkarza. Od 2017 zawodnik klubu CSMS Jassy.

## Kariera
Kelava jest wychowankiem Dinama Zagrzeb. W pierwszej drużynie zadebiutował 27 października 2007 roku w meczu z NK Zadar. W tym czasie zdołał zagrać w 18 spotkaniach ligowych. W 2009 roku został wypożyczony na rok do mniejszego klubu z tego samego miasta oraz filii Dinama, NK Lokomotiva. Tam dostaje o wiele większe szanse na grę.
Od 2007 roku jest reprezentantem chorwackiej kadry młodzieżowej.
| Sezon     | Klub           | Liga                            | Mecze | Gole |
| --------- | -------------- | ------------------------------- | ----- | ---- |
| 2006/2007 | Dinamo Zagrzeb | Prva HNL                        | 1     | 0    |
| 2007/2008 | Dinamo Zagrzeb | Prva HNL                        | 7     | 0    |
| 2008/2009 | Dinamo Zagrzeb | Prva HNL                        | 10    | 0    |
| 2009/2010 | NK Lokomotiva  | Prva HNL                        | 27    | 0    |
| 2010/2011 | NK Lokomotiva  | Prva HNL                        | 6     | 0    |
| 2010/2011 | Dinamo Zagrzeb | Prva HNL                        | 24    | 0    |
| 2011/2012 | Dinamo Zagrzeb | Prva HNL                        | 27    | 0    |
| 2012/2013 | Dinamo Zagrzeb | Prva HNL                        | 33    | 0    |
| 2013/2014 | Udinese Calcio | Serie A                         | 10    | 0    |
| 2014/2015 | Carpi FC       | Serie B                         | 1     | 0    |
| 2014/2015 | Spartak Trnawa | 1. liga słowacka w piłce nożnej | 14    | 0    |
| 2015/2016 | Granada CF     | Primera División                | 0     | 0    |
| 2016/2017 | Granada CF     | Primera División                | 0     | 0    |
| 2016/2017 | Debreceni VSC  | NB I                            | 0     | 0    |

## Sukcesy
- Mistrzostwo Chorwacji (3): 2008, 2009, 2010
- Puchar Chorwacji (2): 2008, 2009